# 綾浪源鋭
綾浪 源鋭（あやなみ げんえい、1881年7月6日 - 1927年10月27日）は、現在の青森県青森市出身で追手風部屋に所属した力士。本名は一戸 源逸。8代湊川。179cm、101kg。最高位は東関脇。

## 経歴
6代高砂の遺弟子。1900年5月序ノ口、1909年1月十両昇進、1910年1月新入幕。幕下時代に日露戦争に従軍し、金鵄勲章功六級と勲八等白色桐葉章を授与された。後に土俵入りで化粧廻しに勲章をつけて人気を博した。1911年2月に横綱梅ヶ谷と引き分け、1912年5月関脇昇進。1915年5月には新鋭栃木山を破っているが1916年1月引退し、8代湊川を襲名。湊川部屋を再興し、綾錦や楢錦を育てた。
二所ノ関部屋を率いた玉錦が若い頃に酒で暴れて立場を悪くした時、綾浪は親身になって玉錦を庇って救った。この時のことを恩に感じた玉錦は、綾錦の代になって財政的に苦しかった湊川部屋を助け、綾錦の弟子を二所ノ関部屋の力士同様に扱った。
1911年の新橋倶楽部事件では力士側の委員として活躍した。

## 成績
- 番付在位場所数：25場所
- 通算成績：53勝46敗15休22分5預[3]
- 幕内在位：13場所
- 幕内成績：47勝43敗15休20分5預
- 十両在位：2場所
- 十両成績：6勝3敗2分

### 場所別成績
| 1900年 （明治33年） | x                       | 東序ノ口29枚目 –              |
| 1901年 （明治34年） | 西序二段21枚目 –        | 西三段目30枚目 –              |
| 1902年 （明治35年） | 西三段目26枚目 –        | 番付非掲載 不出場             |
| 1903年 （明治36年） | 番付非掲載 不出場       | 番付非掲載 不出場             |
| 1904年 （明治37年） | 番付非掲載 不出場       | 西幕下43枚目 –                |
| 1905年 （明治38年） | 東幕下17枚目 –          | 番付非掲載 不出場             |
| 1906年 （明治39年） | 番付非掲載 不出場       | 番付非掲載 不出場             |
| 1907年 （明治40年） | 東幕下17枚目 –          | 西幕下24枚目 –                |
| 1908年 （明治41年） | 東幕下39枚目 –          | 東幕下12枚目 1–1 （対十両戦） |
| 1909年 （明治42年） | 東十両10枚目 3–2 1分    | 西十両3枚目 3–1 1分           |
| 1910年 （明治43年） | 東前頭14枚目 5–2 2分1預 | 東前頭6枚目 4–3 2分1預        |
| 1911年 （明治44年） | 東前頭4枚目 2–4–2 2分   | 東前頭9枚目 6–2–1 1分         |
| 1912年 （明治45年） | 西前頭4枚目 5–2 2分1預  | 東関脇 4–4–1 1預              |
| 1913年 （大正2年） | 東前頭筆頭 0–8 2分      | 西前頭10枚目 5–3 2分          |
| 1914年 （大正3年） | 西前頭筆頭 4–3–1 2分    | 東前頭筆頭 5–3 1分1預         |
| 1915年 （大正4年） | 東関脇 3–5 2分          | 西前頭2枚目 4–4 2分           |
| 1916年 （大正5年） | 西前頭5枚目 引退 0–0–10 | x                             |
| 各欄の数字は、「勝ち-負け-休場」を示す。 優勝 引退 休場 十両 幕下 三賞：敢=敢闘賞、殊=殊勲賞、技=技能賞 その他：★=金星 番付階級：幕内 - 十両 - 幕下 - 三段目 - 序二段 - 序ノ口 幕内序列：横綱 - 大関 - 関脇 - 小結 - 前頭（「#数字」は各位内の序列） |                         |                               |

- 幕下以下の地位は小島貞二コレクションの番付実物画像による。また当時の幕下以下の星取や勝敗数等の記録については2024年現在相撲レファレンス等のデータベースに登録がないため、幕下以下の勝敗数等は暫定的に対十両戦の分のみを示す。

## 改名
雲竜→綾浪源逸(1904年5月場所-)→綾浪源鋭(1912年1月場所-)